# Jacob Eduard de Witte
Jacob Eduard de Witte (Brussel, 15 november 1738 - Sint-Petersburg, 24 mei 1809) was een architect en directeur-generaal der stadsbouwwerken (stadsarchitect) van Amsterdam. In die hoedanigheid ontwierp hij de onder meer de hervormde Amstelkerk in Ouderkerk aan de Amstel. Hij trouwde met Anna Johanna Eeninchs (of Eenichs of Eenings) uit 's-Hertogenbosch op 20 oktober 1765 in de Nederduitse Gereformeerde Kerk (later Nederlandse Hervormde Kerk) te Berlicum waarbij hun kinderen - de tweeling Jacob Eduard en Jan Gerret geboren op 1 april 1763 te 's-Hertogenbosch- formeel werden erkend. Hun derde zoon Pieter werd op 23 december 1766 te 's-Hertogenbosch gedoopt.

## Loopbaan bij het leger

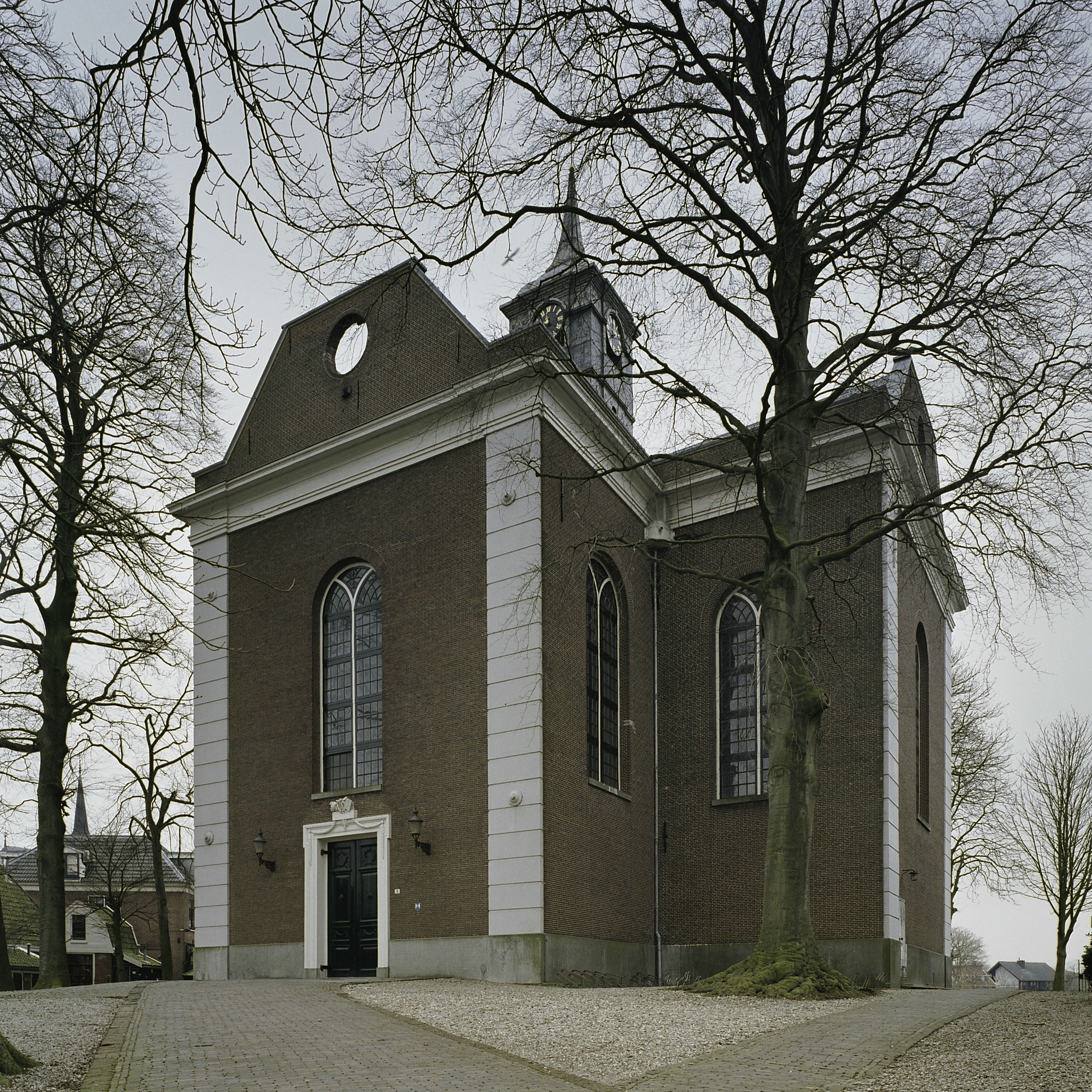
De Hervormde Amstelkerk in Ouderkerk aan de Amstel

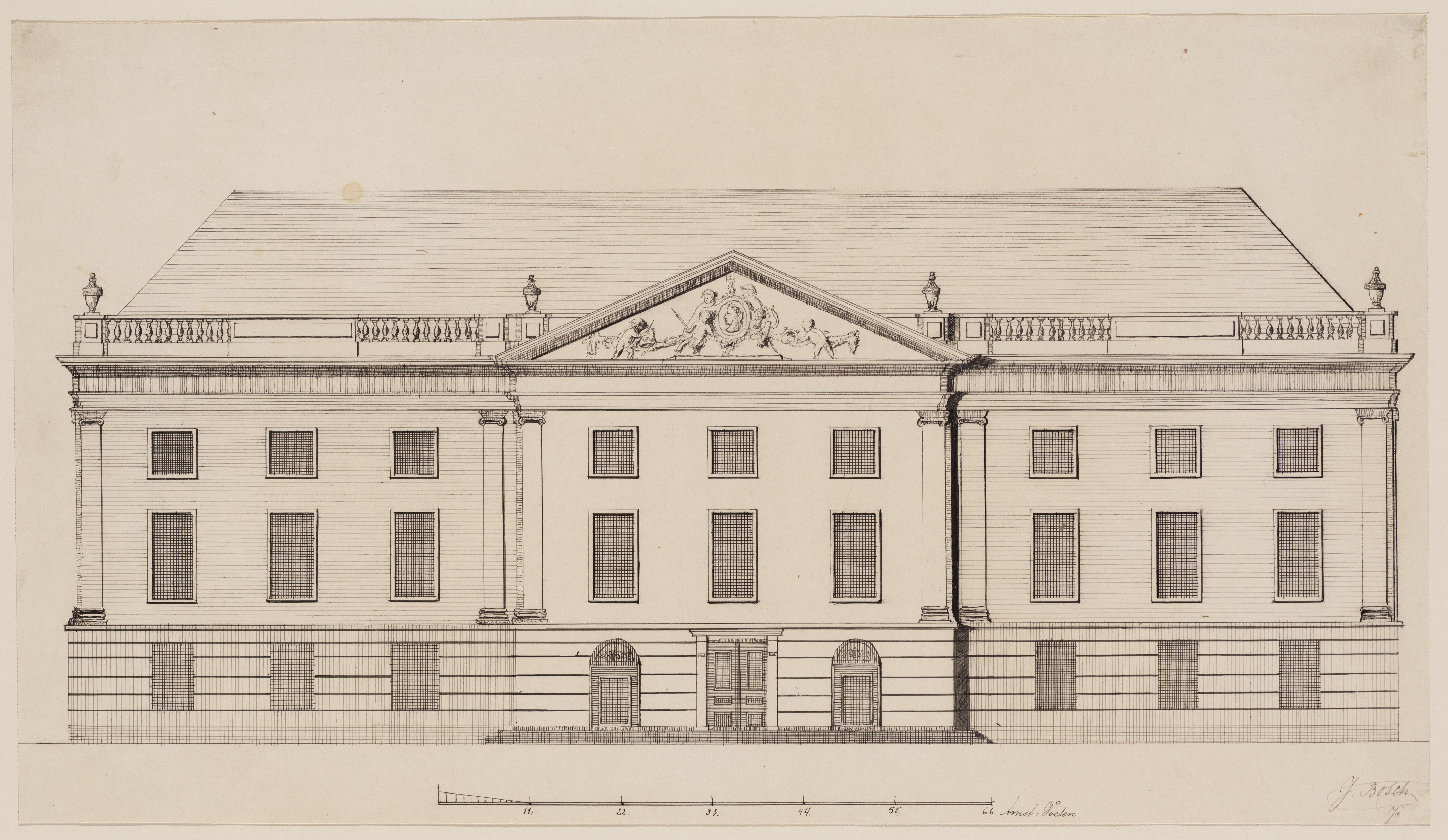
Ontwerp van De Witte voor de Amsterdamse Stadsschouwburg

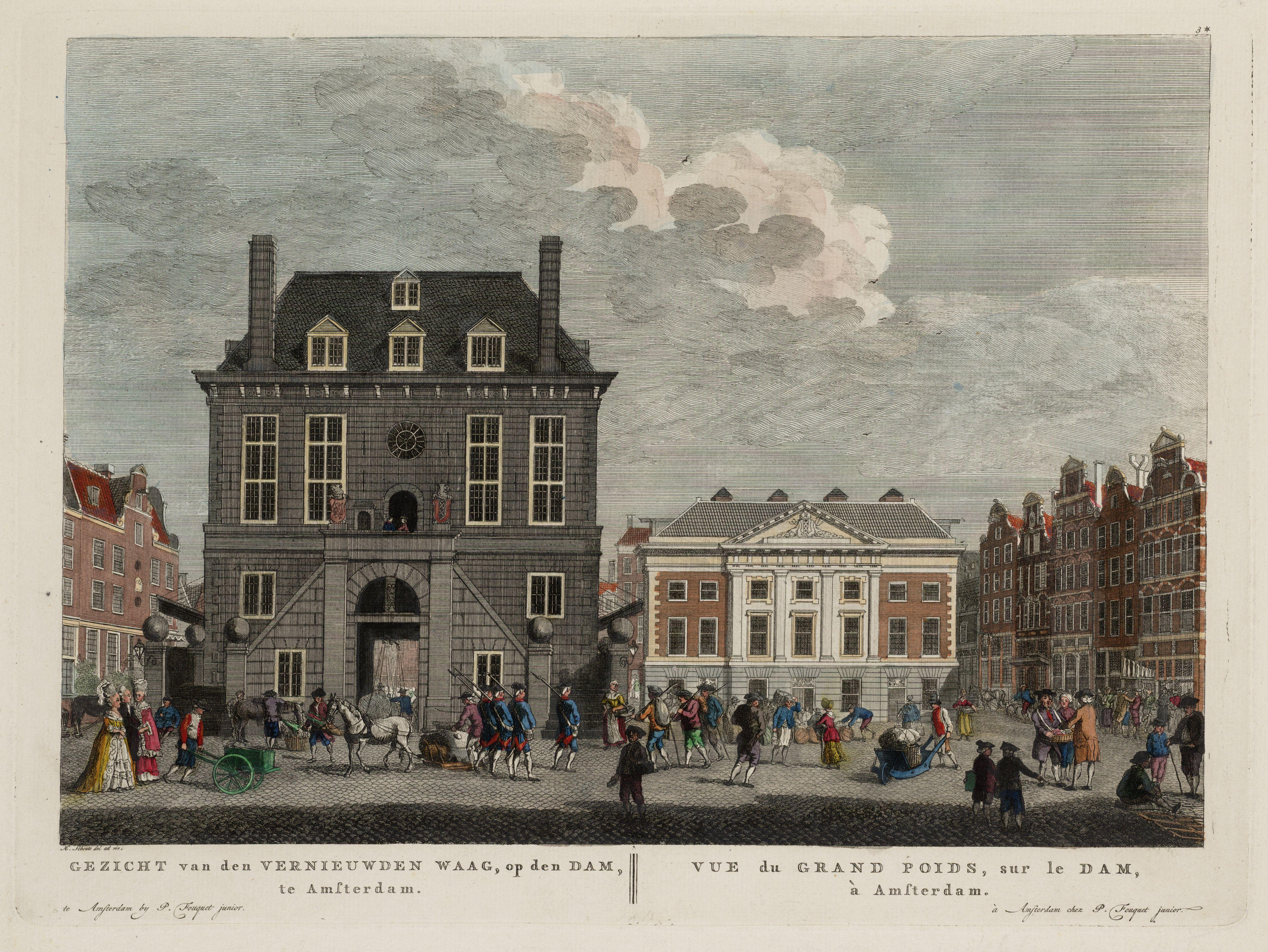
Prent van Pierre Fouquet van de Dam te Amsterdam met de door De Witte verbouwde Waag (links) en het door hem ontworpen Commandantshuis

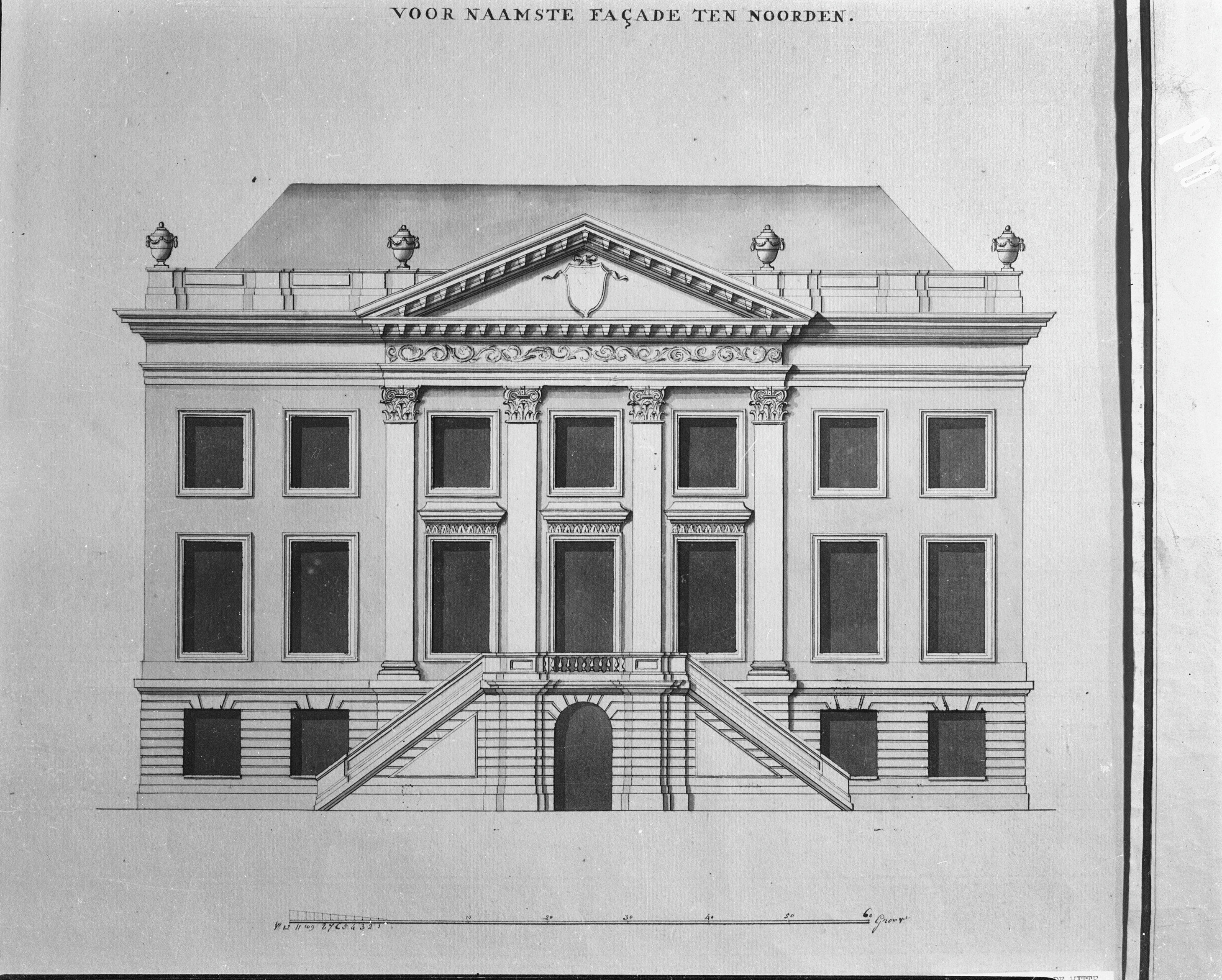
Het prijsvraagontwerp van De Witte voor het Stadhuis van Groningen

De Witte diende in het leger, in 1757 eerst als cadet. Daar studeerde hij ook verder voor ingenieur. In 1761 werd hij benoemd tot tweede luitenant-ingenieur en drie jaar later tot eerste luitenant-ingenieur. De Witte was bij het Korps Ingenieurs ingedeeld bij Regiment 688a.
Hij was in 1766 gestationeerd in 's-Hertogenbosch, waar hij onder meer de opdracht kreeg om de bouwtekeningen van het Gouvernementsgebouw naar het ontwerp van Pieter de Swart te kopiëren . Hierdoor kwam hij in contact met de strakke bouwtrant die kan worden gekenschetst als voorloper van de neoclassicistische architectuur.
Zijn dienstmakker Cornelis Rauws (1736-1772) had in 1766 reeds ontslag genomen bij het leger, om in Amsterdam te gaan werken, waar hij in 1768 werd benoemd tot stadsarchitect. Door die vriendschap, waarvoor sterke aanwijzingen zijn, zal De Witte ook ingewijd zijn in de stedelijke architectuur.

## Stadsbouwmeester van Amsterdam
Medio juli 1772 werd De Witte aangesteld – op de vacature van de bij de brand in de Amsterdamse Stadsschouwburg omgekomen Rauws – als Directeur-Generaal van de stadsgebouwen in Amsterdam, met een salaris van 4.500 gulden per jaar plus 600 gulden reiskostenvergoeding in de vorm van een paard en rijtuig. Na een jaar werd hij erelid van de Stadstekenacademie, een dan inmiddels classicistisch gericht instituut. Classicisme wil zeggen een herleving van de kunst en architectuur van de klassieke periode van de Grieken en Romeinen; neoclassicisme is opnieuw een herleving ervan. De Witte werd al spoedig een vooraanstaand architect. Hij introduceerde het pilasterfront afkomstig uit de Griekse richting. De gebouwen waarbij hij dat toepaste zijn – behoudens de Amstelkerk te Ouderkerk aan de Amstel (1773-1775).– alle gesloopt; daaronder bevinden zich de nieuwe houten Stadsschouwburg op het Leidseplein (1773-1774) en het Huis onder 't Zeil (later bekend als het Commandantshuis) op de Dam (1774-1775); de eerste brandde na een ingrijpende verbouwing uit 1872 in 1890 af; het tweede werd in 1912 in het kader van de grootscheepse reorganisatie van de Dam gesloopt.
De stadsarchitect was er echter niet alleen voor de nieuwbouw. Ook het onderhoud en herstel behoorden tot zijn taken . Zo was hij verantwoordelijk voor de verbouwingen van de uit 1565 daterende Waag op de Dam (1776, in 1808 gesloopt), en het oude Bushuis aan het Singel, thans onderdeel van de Universiteitsbibliotheek van de Universiteit van Amsterdam. Zijn inzending voor de prijsvraag voor het Stadhuis van Groningen onder het motto Het goed voorneemen regtvaardigd de uitvoering (1775) zou bijna met de eerste prijs zijn bekroond, als het niet vanwege 'voorkennis' zou zijn gediskwalificeerd .

## Watersnood 1775
De Witte als redder van een stad in nood. In de nacht van 14 op 15 november 1775 was het noodweer (watersnood van 1775). Een zware storm teisterde de kusten en vanuit de Zuiderzee begon het water rondom de stad aanzienlijk te stijgen. Een oud boekje van Heering uit 1776 schrijft daarover dat het water bij het Zeeregt en het Schippersgrachtje zeer hoog kwam. Door het openen van de Amstelschutsluis en de schutsluizen in de Stadsvesten, dat is bij het Boerenverdriet, werd veel leed voorkomen, anders zou de stad onnoemlijke schade geleden hebben. Even verder schrijft Heering: “De Directeur Generaal J.E. de Witte had die ganse nacht zodanige maatregelen genomen en alle zorg aangewend om overal volk, houtwaren, zeil en mest, schuiten enz. bij de hand te hebben omtrent de sluizen en om voor het inwerpen van de noodbalken en het opzetten der rinquetten de binnen- en buitendeuren alle dragende te houden hetgeen dan ook de goedkeuring van hun Edele Groot Achtbaren, van lieden des kundig en verdere ingezetenen heeft weggedragen”. Verder schrijft Heering dat buiten de stad alles onder water heeft gestaan. Het is deze daad van redding die mogelijk De Witte ook later zelf zal redden.

## Bouwfraude 1777
Begin 1777 kreeg De Witte nog een extra gratificatie van 1.000 gulden maar in mei van dat jaar kreeg hij op staande voet ontslag (of nam hij plotseling zelf ontslag. De bronnen spreken daar verschillend over). Hij werd er namelijk ten eerste van beschuldigd steekpenningen aangenomen te hebben bij de aanstelling van arbeiders en ten tweede het niet opgeven van uitgevoerd werk. Dat kan zo beledigend voor hem (en zijn vader) zijn geweest dat hij zelf zijn ontslag heeft ingediend. Zijn zoon, Jacob Eduard de Witte jr., schrijft daarover positiever in zijn roman over zijn leven, maar dat wordt in een onderzoek naar fictie en werkelijkheid van de hand gewezen omdat niet alle gegevens te herleiden zijn. Een recent promotie-onderzoek van Medema aan de Universiteit van Utrecht heeft uitgewezen dat het echt ontslag op staande voet moet zijn geweest. Een bouwfraude zoals we die vandaag de dag nog kennen. De Witte had naast bovenstaande twee beschuldigingen ook het personeel van het bouwbedrijf aan het ziekbed van zijn schoonvader laten waken en hij had turf –die eigendom was van de stad- aan huis laten bezorgen. Mogelijk is het voorval in de doofpot gestopt vanwege zijn voortreffelijke reputatie en zijn handelen tijdens de voornoemde watersnood. Bij de aanstelling van zijn opvolger(s) werd de organisatiestructuur van de Generale Directie van de stadsgebouwen ingrijpend gewijzigd.

## Rusland
De Witte vertrok toen eerst voor een tijd naar Gelderland, waar hij mogelijk enkele waterstaatkundige werken heeft gerealiseerd. Zijn vrouw Anna overleed daar in 1780.
Nu is het bekend dat rond 1750 vanuit Vriezenveen in Overijssel handelscontacten waren gelegd met handelaren in Sint-Petersburg. Aanvankelijk reisde men heen en weer maar later gingen Hollanders zich daar ook in een Hollandse wijk vestigen. Of die contacten ook de basis vormden van de relatie van De Witte met Sint-Petersburg is niet te achterhalen, maar in 1783 trad hij op uitnodiging van de zaakwaarnemer van zijn vader, luitenant-generaal Carel du Moulin, in dienst van het Russische leger onder tsarina Catharina II van Rusland. Hij heeft daar uiteindelijk een hoge positie verworven en hij heeft bijgedragen aan verschillende bouwwerken in Rusland, in het bijzonder de totstandkoming van een haven bij Riga in het door tsaar Peter de Grote veroverde Letland, dat na Sint-Petersburg de tweede grote havenstad in het toenmalige Rusland werd. Hij trouwde daar voor de tweede maal, nu met Geertruida Overbeek, en zij kregen ook kinderen, onder wie Maria Elisabeth de Witte, geboren te Amersfoort in 1784. Vermoedelijk is zij –vanwege die geboorte- teruggegaan naar Amersfoort.
In 1809 komt hij op 71-jarige leeftijd in Rusland te overlijden en wordt hij begraven in Sint-Petersburg.